# Bianca Cappello
Bianca Cappello, o Capello, (Venezia, 1548 – Poggio a Caiano, 20 ottobre 1587) fu prima amante e poi moglie del granduca di Toscana Francesco I de' Medici. Famosa per essere stata al centro di numerosi intrighi, morì in maniera misteriosa un giorno dopo suo marito Francesco.
Casualmente, a un suo ritratto è dovuta la creazione, da parte dello scrittore Horace Walpole, del fortunato termine serendipità.

## Biografia

### Infanzia

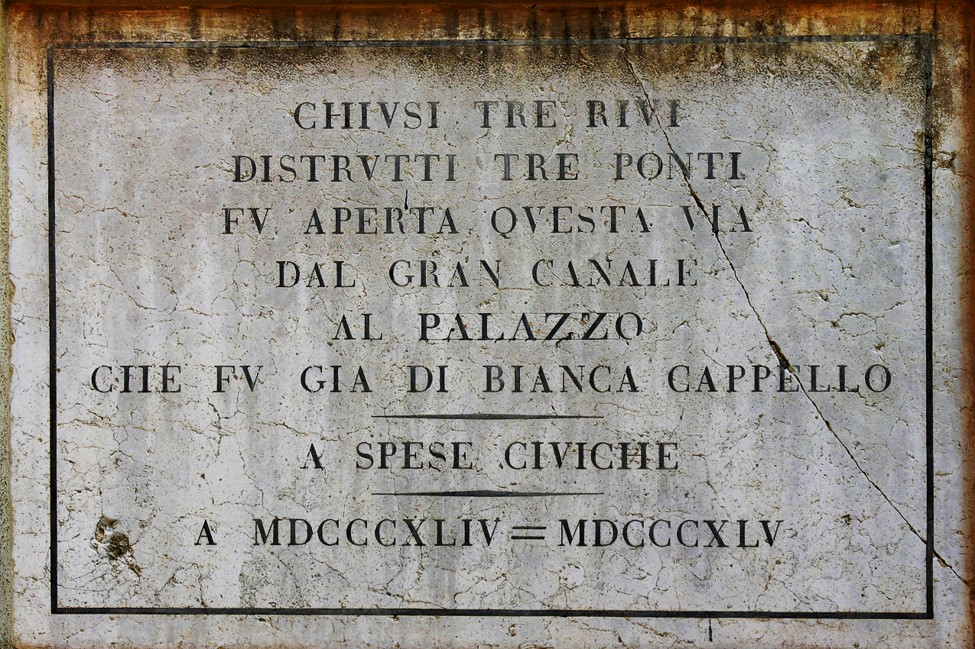
Lapide a Venezia

Era la figlia di Bartolomeo e Pellegrina Morosini, entrambi membri di antiche e prestigiose famiglie dell'aristocrazia veneziana. Se ne ignora il giorno di nascita, che era sconosciuto alla stessa Bianca che in età adulta fece ricerche in questo senso presso i suoi familiari, senza esito. 

### Primo matrimonio

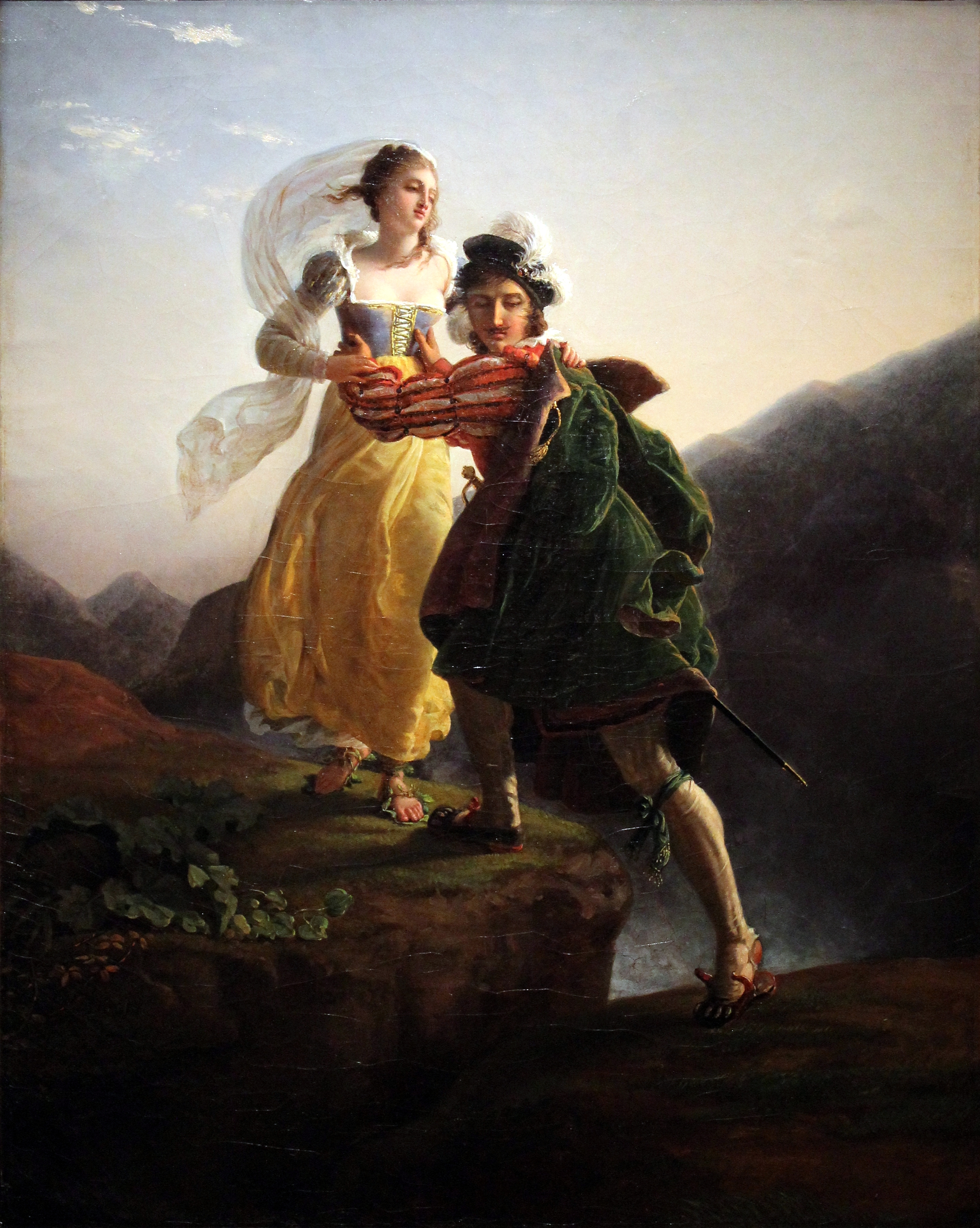
Louis Ducis, Bianca Cappello e il suo amante scappano verso Firenze attraverso gli Appennini, 1824

Famosa per la sua bellezza e raffinatezza,  soli 15 anni, si sposò con il gentiluomo fiorentino Pietro Bonaventuri, un collaboratore del Banco dei Salviati, con il quale si trasferì a Firenze nel 1564. Il matrimonio venne celebrato dopo una fuga della quale non era a conoscenza il padre della ragazza: la fanciulla venne infatti ingannata circa le reali possibilità economiche del marito, a cui aveva affidato a cuor leggero i preziosi gioielli della sua dote. Il governo veneto cercò di farla rimpatriare forzatamente, ma la protezione di Cosimo I alla coppia impedì che il provvedimento venisse attuato. La coppia ebbe una figlia di nome Virginia, o secondo altre fonti Pellegrina, come la madre di Bianca.

### Amante del granduca Francesco
In un'occasione imprecisata ebbe l'opportunità di incontrare il figlio primogenito di Cosimo, il nuovo granduca Francesco I de' Medici dopo l'abdicazione del padre, il quale fu attratto da lei. Francesco all'epoca era già sposato con Giovanna d'Austria, ma, al pari di Bianca, era frustrato dal proprio matrimonio: Francesco non amava il carattere della moglie ed era risentito con lei perché non riusciva a dargli un erede maschio (nacquero ben sei femmine consecutive), mentre Bianca era delusa dal tenore di vita modesto che il marito le poteva garantire.
Francesco sedusse Bianca senza troppi scrupoli, regalandole gioielli, abiti e arrivando ad assumere Bianca tra le damigelle di corte, mentre all'accondiscendente marito di lei veniva offerto un lavoro come impiegato granducale.

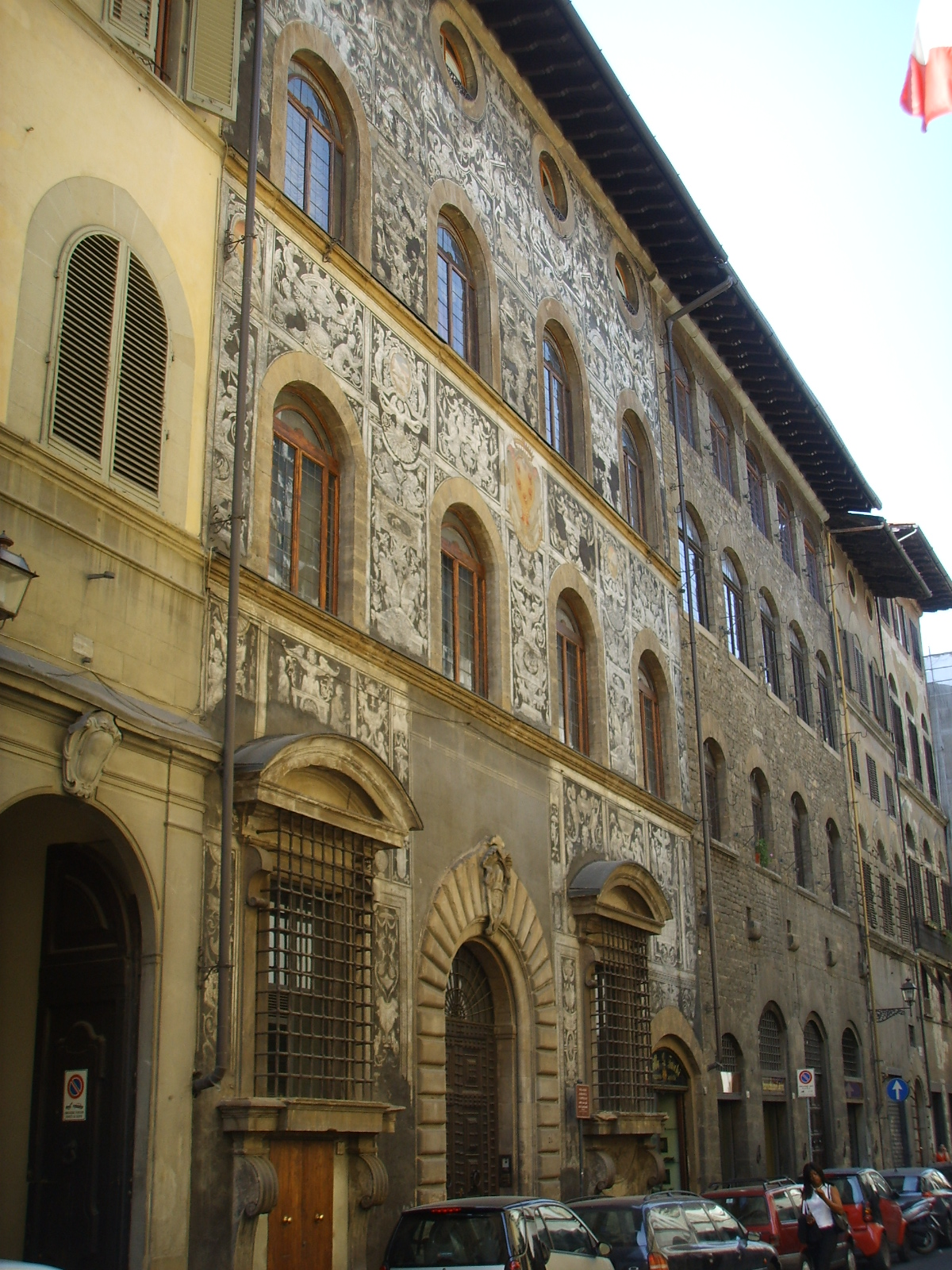
Veduta della facciata del Palazzo di Bianca Cappello

In seguito a Bianca venne offerto anche un palazzo, il più vicino possibile alla reggia di Palazzo Pitti, quello che oggi è conosciuto come palazzo di Bianca Cappello, riccamente decorato dagli artisti di corte.
Nel 1572, in circostanze misteriose Pietro Bonaventuri venne assassinato in strada, in conseguenza di un qualche fattaccio della sua vita ormai sregolata, ma non furono in pochi a sospettare il coinvolgimento del granduca Francesco.
Fin dal 1564, Francesco era infatti salito al potere e, con la morte del padre (1574), la sua carica divenne effettiva a tutti i livelli. Quando nel 1577 nacque a Francesco e Giovanna il tanto atteso figlio maschio Filippo (morto però bambino nel 1582), Bianca sentì la propria posizione farsi precaria. Cercò allora di far passare Antonio de' Medici come figlio suo e di Francesco, anche se era probabilmente nato da un'altra relazione illegittima di Francesco con una sua serva. Bianca fu sempre poco amata dai fiorentini e aspramente osteggiata dalla famiglia Medici, soprattutto dal fratello di Francesco, il potente cardinale Ferdinando. Sapeva che, senza un erede maschio, ad un'eventuale morte di Francesco sarebbe stata bandita dalla corte medicea.
La vera genealogia di Antonio non è mai stata chiarita ed è stata oggetto di coperture e intrighi di corte fin dall'epoca, per cui non si sa se fosse stata una macchinazione di Bianca o una macchinazione dei Medici che vollero escludere questo rampollo dalla successione facendolo passare per figlio illegittimo; difatti Ferdinando negoziò con Antonio garantendogli un appannaggio mensile e numerosi possedimenti terrieri in cambio della rinuncia a qualsiasi pretesa dinastica. Gli storici sembrano propendere verso l'ipotesi di una gravidanza simulata da Bianca, anche se Francesco legittimò il figlio il 19 ottobre 1583, riconoscendolo quindi di fatto come suo e della granduchessa Bianca.

### Secondo matrimonio
Nel 1578, Giovanna d'Austria morì in un incidente, e poco tempo dopo Francesco sposò Bianca segretamente, rendendo pubblica la loro unione solo il 10 giugno 1579.

### Morte controversa
Il loro idillio durò circa otto anni: nel 1587 dopo una cena alla villa di Poggio a Caiano entrambi soffrirono di tremende febbri. Si parlò di febbre terzana, anche se non mancarono i sospetti di avvelenamento. Prima Francesco e poi Bianca morirono dopo undici giorni di agonia, senza che l'uno sapesse dell'altro.
In seguito al ritrovamento di un documento attestante che le viscere dei due coniugi furono interrate, dopo l'autopsia, nella chiesa di Santa Maria a Bonistallo, quattro docenti dell'Università di Firenze (i tossicologi Francesco Mari, Elisabetta Bertol, Aldo Polettini e la storica della medicina Donatella Lippi) hanno analizzato frammenti di fegato lì ritrovati. I modesti resti di un fegato femminile e di uno maschile sono stati sufficienti per rilevare tracce d'arsenico, in quantità letale ma non fulminante (da cui la lunga agonia).
Per Bianca Cappello, Ferdinando negò le esequie di Stato, e quindi se ne ignora la sepoltura. Francesco venne invece interrato nelle Cappelle Medicee accanto alla sua prima moglie Giovanna d'Austria.
Proprio dalla tomba di Francesco, oggetto di un sopralluogo nel 2004 all'interno di un ampio progetto di studio sulla casata medicea, sono stati trovati resti organici il cui DNA è risultato compatibile con quello del fegato maschile, permettendone un'attribuzione certa. Tuttavia è stato obiettato che i fegati potrebbero essere stati trattati con l'arsenico post-mortem.
Quando fu aperta la cassetta di zinco contenente i resti di Francesco I, non si trovò traccia di materiali organici ma solo resti di tessuti che avvolgevano le ossa, peraltro ampiamente manipolate dagli antropologi degli anni '50 del Novecento. Quindi il DNA trovato, e confrontato con quello di Bonistallo, probabilmente non era DNA originale ma dovuto a inquinamento dei reperti; inoltre, l'ossario di Bonistallo non è stato scavato con tecniche archeologiche. Prima di morire, Francesco I e Bianca Cappello ebbero febbre elevata e intermittente (Pieraccini), mentre l'avvelenamento da arsenico è caratterizzato da vomito senza febbre (Harrison).
Inoltre, i risultati dei tossicologi fiorentini contrastano con il fatto che gli antropologi degli anni '50 (in particolare, il prof. Giuseppe Genna), effettuarono il calco in gesso del cranio di Francesco I, con l'asportazione degli eventuali tessuti molli residui. Perciò la presenza del frammento di cute, su cui si basa l'analisi del DNA ricavato dalla sepoltura nelle cappelle medicee, è da ritenersi improbabile. Inoltre i procedimenti di estrazione e di amplificazione del DNA non risultano sufficientemente documentati nell'articolo di L. Ottini.
La scoperta, effettuata con un moderno metodo immunologico da parte di ricercatori delle Università di Pisa e di Torino, della presenza di proteine del Plasmodium falciparum (l'agente della malaria perniciosa) nel tessuto osseo di Francesco I conferma le fonti secondo cui il Granduca e la Granduchessa morirono di febbre malarica. Ciò respingerebbe la tesi dell’avvelenamento, ma altri ricercatori sostengono che siano vere entrambe le tesi, e che le morti siamo state provocate sia dalla malaria sia dall’arsenico.

## Influenza culturale

### Cinema
- Bianca Cappello - cortometraggio muto del 1909 diretto da Mario Caserini.